# Austrophanes robustum
Austrophanes robustum là một loài bọ cánh cứng trong họ Cerambycidae.